# Miniaturebog
En miniaturebog (minibog, mikrobog) er en ganske lille bog som i opsætning må være tilpasset det lille format og dog være læselig. Hvor lille en sådan bog skal være vurderes forskelligt; den amerikanske forening The Miniature Book Society sætter grænsen ved 3 x 3 x 3 tommer (ca. 76 mm på hver led).
- Små bøger
- Lille bønnebog fra 1400-tallet
- Ukraines grundlov, 21x32 mm[2]
- Miniaturebøger